# Bob Krueger
Robert Charles "Bob" Krueger, född 19 september 1935 i New Braunfels, Texas, död 30 april 2022 i New Braunfels, Texas, var en amerikansk demokratisk politiker och diplomat. Från och med 2025 är han den siste demokraten som tjänstgjorde som senator från Texas.
Han avlade 1957 grundexamen vid Southern Methodist University och 1958 master vid Duke University. Han disputerade sedan 1964 i engelsk litteratur vid Oxfords universitet. Han arbetade därefter som professor och dekanus vid Duke University.
Han var ledamot av USA:s representanthus 1975-1979. Han kandiderade 1978 till USA:s senat men förlorade mot den sittande senatorn John Tower.
Han innehade en professur vid University of Texas at Austin 1985-1986 och därefter var han 1986-1988 professor vid Rice University. Han ledde 1991-1993 Railroad Commission of Texas, delstatens myndighet som reglerar oljeindustrin. På Kruegers tid ingick ännu kontrollen över järnvägarna i befattningen, något som sedan 2005 inte längre är fallet trots att oljeindustrimyndighetens traditionsrika namn fortfarande syftar på järnvägarna.
Senator Lloyd Bentsen avgick i januari 1993 för att tillträda som USA:s finansminister. Guvernör Ann Richards utnämnde Krueger till USA:s senat. Krueger tjänstgjorde som senator från 21 januari till 14 juni 1993. Han förlorade fyllnadsvalet i juni 1993 mot republikanen Kay Bailey Hutchison. Från och med 2022 var han den siste demokraten som tjänstgjorde som USA:s senator från Texas.
USA:s president Bill Clinton utnämnde Krueger 1994 till USA:s ambassadör i Burundi. Krueger fick välja mellan Burundi och Nya Zeeland och föredrog Burundi. Han avgick 1995 efter att hans konvoj utsattes för ett bakhåll i provinsen Cibitoke i Burundi. Krueger tjänstgjorde därefter som USA:s ambassadör i Botswana 1996-1999.
Krueger skrev en memoarbok om tiden i Burundi, Cry from the Heart of Africa, utgiven 2005 på förlaget University of Texas Press.